# 森惠 (演員)
森惠（日语：／ Mori Megumi，1969年3月10日—），日本女性前演員、歌手、偶像藝人。現職心理治療師。舊藝名、本名相同。從事心理治療師別名方舟光、光。身高158cm。O型血。出身於熊本縣熊本市。鎮西高等學校中退。以前經歷ONE STEP MUSIC、Office Gallery and ELLE。

## 來歷
森惠在國中3年級於第9屆「全國年輕的明星選拔就是你」出場時，被大型演藝事務所Burning Production發掘。1984年，她以TBS電視劇《學校☆戰爭》出道。次年1985年在另一齣電視劇《乳姊妹》第一次飾演要角（松本耐子）。同年，森惠以歌手身分出道之前，偶像歌手雜誌《DUNK》為她訂做了名為的定期特別頁面「Megumi Produced 研究會會報」介紹這位歌手而引發話題。但事實上是在第二年才進行。
1986年歌手出道後，森惠與Burning Production旗下企業子ONE STEP MUSIC正式簽約，同年以單曲出道成為偶像歌手。此外據本人在雜誌上表示，在錄製該歌曲的過程中，喝咖啡牛奶可以讓自己感到身心輕鬆時再進行錄製。
1987年，森惠的第3張單曲《東京街 (TOKIO TOWN)》推出之前，當初是為個人的錄音室專輯而量身訂做。單曲亮相之後，於oricon排名中上升到第36名，其目標是要突破同事務所的前輩長山洋子、荻野目洋子翻唱的西洋音樂歌曲。另外，該單曲的原始名稱是Sarah於1986年推出的「Tokyo Town」。
1988年，於朝日電視台特攝影集《超獸戰隊生命人》中飾演岬惠／藍海豚受到兒童觀眾的歡迎，並擔任插入歌主唱。次年1989年，於日本電視台電視劇《擅自交給你了！兄弟》中常駐演出。進入1990年代後，她在《暴坊將軍》、《三面具！》等時代劇演出機會增加，在一季之中多次出現並不罕見。
1989年9月，森惠的個人第7張單曲《作夢時間》與B面歌曲「奇異筆盒」都獲得富士電視台電視動畫《奇天烈大百科》分別作為片頭主題曲和片尾主題曲使用。
1990年8月，最後一張單曲《彼女》推出，該單曲是森惠用日文翻唱Emi Callina的歌曲。當時，森惠與同事務所前輩淺野溫子2人因在獅王「plain shampoo & rich rinse」的廣告歌曲中一起演出，而成為當下的熱門話題。
私生活方面。育有2個孩子，前夫為圈外人士，從事自營業。在森惠42歲的時候離婚。稍早，36歲的森惠已經取得心理治療師執照。與丈夫離婚之後的第二年，森惠開設了一家會員制的完美治療沙龍工作室「Light Ark」至今。雖然已經離開演藝圈，但是在NHK《大家的歌》成功轉型成為作詞家受到歡迎，但筆名並未透露。另一方面，她以「方舟光」或「光」的名義作為治療師活躍。
2019年7月20日，於新宿LOFT PLUS ONE舉辦『森惠復活祭』。從此以後不定期出現在電視節目和活動中。

## 人物
特長：日本舞。

### 《超獸戰隊生命人》的相關逸事
特攝影集《超獸戰隊生命人》（以下簡稱生命人）主導演長石多可男聽了森惠的錄音帶之後，表態強烈要求推薦森惠參加演出。而決定讓森惠演出的理由是，是因為小時候她曾經觀看英雄節目，這是一個千載難逢的機會。而本人表示雖然自己已經有一年沒有休息，但是對她正處於人生最後一年的少女時期來說是一份有興趣的工作。
不擅長演動作片，但是本人表示經常願意挑戰危險的動作。在第1集中首次體驗凝固汽油彈時，很害怕導演叫她希望不要在爆炸中死掉。
生命人完結之後，有觀眾寄信至東映電影公司希望能再出現於特攝影集中。因此，森惠在1993年播出的《特搜機器人Janperson》中客串演出。
演藝圈退休之後，森惠在生命人完結將近三十年的2018年8月25日舉辦的「赤祭16」中現身，並與以前一起在超獸戰隊生命人演出的大輔和皮套演員新堀和男再團聚。次年也在3月舉辦的「超獸魂」中現身，除了跟她一起出席的嶋大輔和新堀和男之外，還有以前也在生命人出演的西村和彥，及在同名影集幫主要反派配音的中田讓治、朱花伽寧（舊藝名：天祭揚子）等人也一同出席這場聚會活動。

## 演出

### 電視劇
TBS
- 學校☆戰爭（日语：スクール☆ウォーズ）（1984年10月－1985年4月）－明石惠
- 乳姊妹（日语：乳姉妹 (テレビドラマ)）（1985年4月－10月）－松本耐子
- （1985年10月－1986年3月）－霧子
- （1987年7月－9月）－安田美津紀
- 電視劇23（日语：ドラマ23）
  - 紳助、典子的新婚物語（1989年）
  - !!!（1989年3月）－吉澤朝子
- 水戶黃門
  - 第23部（日语：水戸黄門 (第22-28部)#第23部） 第32話「醉酒殺人 -兵庫-」（1995年3月20日）－阿君
  - 第25部（日语：水戸黄門 (第22-28部)#第23部） 第16話「孩子們的報恩 -中津-」（1996年）－阿久美
- 水戶黃門外傳 陽炎忍法帖（日语：水戸黄門外伝 かげろう忍法帖） 第3話「蝴蝶在黑暗中翩翩起舞」（1995年）－志乃

富士電視台
- 週一電視劇樂園（日语：月曜ドラマランド） 宇宙少女護 10分之1（日语：MORUMO 1/10）（1987年）－白瀨護〈主演〉
- （1989年）－大場貴美子
- 男人與女人的推理（日语：金曜エンタテイメント） （1990年）
- 女鼠小僧 被狙擊的機關城 史上最慘烈的死難（日语：女ねずみ小僧）（1995年）

日本電視網
- 日本電視台
  - 危險刑警 第27話「魔性」（1987年）－霧島佐知子
  - 擅自交給你了！兄弟（日语：勝手にしやがれヘイ!ブラザー）（1989年－1990年）－吉野久留美
  - 外科醫生有森冴子 第1系列（1990年）
  - 週二懸疑劇場 天使消失的夏天（1990年8月21日）
  - 江戶大鏢客（日语：江戸の用心棒 (1994年のテレビドラマ)） 第1系列 第9話（1994年）－美里

- 讀賣電視台
  - 青春白皮書（日语：俺たちに気をつけろ。）（1996年）

朝日電視台
- （1987年）
- 超獸戰隊生命人（1988年2月－1989年2月）－岬惠／藍海豚
- 女人與男人的忠臣藏（1989年）
- 三面具！（日语：三匹が斬る!）
  - 續續·三面具！ 第17話（1990年5月31日）－登勢
  - 又又·三面具！ 第12話（1991年7月25日）－阿糸
  - 新·三面具！ 第7話（1992年）－阿花
  - NEW 三面具！ 第3話（1994年1月13日）－阿初
- 名奉行！遠山的金桑（日语：名奉行 遠山の金さん） 第3系列 第16話（1990年）－阿弓
- 暴坊將軍
  - 暴坊將軍IV（日语：暴れん坊将軍IV）
    - 第10話「」（1991年）－阿環
    - 第51話「」（特別篇，1992年）－美代

  - 暴坊將軍V（日语：暴れん坊将軍V）
    - 第1話「」（1993年）－阿靜
    - 第33話「」（1994年）－御小野

  - 暴坊將軍VI（日语：暴れん坊将軍VI） 第10話（1994年）－高尾太夫
- 外科病房女醫之事件簿（日语：外科病棟女医の事件ファイル） 最終話「把新娘殺了！找無屍體的完全犯罪」（1991年）－中田陽子
- (1992年）－阿玉
- 第6話（1992年）－阿里
- 特搜機器人Janperson 第10話（1993年4月4日）－岡野榮子
- 週六WIDE劇場（日语：土曜ワイド劇場） 山村美紗懸疑 京都－德島，平家傳說殺人之旅，可疑讀經之聲的密室圈套！（1993年）

東京電視台
- 參上！天空劍士（日语：参上! 天空剣士） 第22話「妖豔 美少女人偶」（1990年）－阿寅
- 女無宿人 半身的阿紺（日语：女無宿人 半身のお紺） 第4話（1991年）－阿鶴
- 鞍馬天狗（日语：鞍馬天狗 (1990年のテレビドラマ)） 第42話（1991年）－阿筱
- 第3系列 第9話（1995年）－阿初

### 錄影帶
- （2006年，Amuse Soft Entertainment（日语：アミューズソフトエンタテインメント））－山下可南子[注 2]

### 電視節目
- （富士電視台）－常駐問答者
- Quiz！腦貝爾SHOW（日语：クイズ!脳ベルSHOW）（2019年11月13日、14日、15日）－小組成員

### 其它
- 萬代、超獸戰隊生命人／LIVE合輯5[注 3]－合體說明錄影帶[11]

## 音樂作品

### 單曲
| 枚數         | 發行日期       | A/B面       | 單曲名稱（日文名稱） | 作詞        | 作曲                     | 編曲        | 規格編號                     |
| SMS Records  | SMS Records    | SMS Records | SMS Records          | SMS Records | SMS Records              | SMS Records | SMS Records                  |
| ------------ | -------------- | ----------- | -------------------- | ----------- | ------------------------ | ----------- | ---------------------------- |
| 1st          | 1986年 7月7日  | A面         |                      | 三浦德子    | Richie Zito Joey Carbone | 船山基紀    | SM07-262                     |
| 1st          | 1986年 7月7日  | B面         |                      | 森浩美      | 瀨井廣明                 | 新川博      | SM07-262                     |
| 2nd          | 1986年 11月5日 | A面         |                      | 森浩美      | 武川行秀                 | 清水信之    | SM07-266                     |
| 2nd          | 1986年 11月5日 | B面         |                      | 三浦德子    | 武川行秀                 | 大村雅朗    | SM07-266                     |
| 3rd          | 1987年 4月21日 | A面         | 東京街 (TOKIO TOWN)  | 篠原仁志    | B.Wilson M.Zai           | 西平彰      | SM07-271                     |
| 3rd          | 1987年 4月21日 | B面         |                      | 森浩美      | NOBODY                   | 鷺巢詩郎    | SM07-271                     |
| 4th          | 1987年 9月21日 | A面         | CRYING LOVE          | 許瑛子      | J.V.Katwijk              | 西平彰      | SM07-277                     |
| 4th          | 1987年 9月21日 | B面         |                      | 森浩美      | NOBODY                   | 新川博      | SM07-277                     |
| 日本古倫美亞 |                |             |                      |             |                          |             |                              |
| 5th          | 1988年 9月21日 | A面         |                      | 來生悅子    | 都志見隆                 | 西平彰      | AH-978（EP） 10CA-8078（CD） |
| 5th          | 1988年 9月21日 | B面         |                      | 來生悅子    | 桐谷仁                   | 西平彰      | AH-978（EP） 10CA-8078（CD） |
| 6th          | 1989年 4月8日  | A面         |                      | 三浦德子    | 高埜秀一                 | 京田誠一    | AH-5029（EP） CA-8199（CD）  |
| 6th          | 1989年 4月8日  | B面         |                      | 來生悅子    | 三谷泰弘                 | 京田誠一    | AH-5029（EP） CA-8199（CD）  |
| 7th          | 1989年 9月21日 | A面         | 作夢時間（）         | 吉元由美    | 林哲司                   | 山本健司    | AH-5058（EP） CA-8301（CD）  |
| 7th          | 1989年 9月21日 | B面         | 奇異筆盒（）         | 岩室後子    | 來生孝夫                 | 山本健司    | AH-5058（EP） CA-8301（CD）  |
| 8th          | 1990年 8月1日  | 01          | 彼女                 | 魚住勉      | Mark Davis               | Mark Davis  | CODA-8566                    |
| 8th          | 1990年 8月1日  | 02          |                      | 魚住勉      | Mark Davis               | Mark Davis  | CODA-8566                    |

### 專輯
| 枚數          | 發行日期       | 專輯名稱 | 收錄歌曲                                                                          | 規格 | 規格編號   |
| SMS           | SMS            | SMS      | SMS                                                                               | SMS  | SMS        |
| ------------- | -------------- | -------- | --------------------------------------------------------------------------------- | ---- | ---------- |
| 1st           | 1987年10月21日 | 少女     | 1. 東京街 [TOKIO TOWN] (extended remix version) 2. RAINY DAYS BLUE 3. CRYING LOVE | LP   | SM28-5437  |
| 1st           | 1987年10月21日 | 少女     | 1. 東京街 [TOKIO TOWN] (extended remix version) 2. RAINY DAYS BLUE 3. CRYING LOVE | CD   | MD32-5437  |
| 日本古倫美亞  |                |          |                                                                                   |      |            |
| 2nd           | 1989年4月21日  | MEDIUM   |                                                                                   | CD   | CORR-10532 |
| SOLID RECORDS |                |          |                                                                                   |      |            |
| 企劃盤        | 2015年6月3日   | 少女+1   | 1. 東京街 [TOKIO TOWN] (extended remix version) 2. RAINY DAYS BLUE 3. CRYING LOVE | CD   | CDSOL-1656 |

### 商業搭配
※作品依年代順序列出。
| 歌曲                | 商業搭配                                     |
| ------------------- | -------------------------------------------- |
| 東京街 (TOKIO TOWN) | 日本電視台電視劇《D&BLUE》主題歌曲           |
| 作夢時間            | 富士電視台電視動畫《奇天烈大百科》片頭主題曲 |
| 奇異筆盒            | 富士電視台電視動畫《奇天烈大百科》片尾主題曲 |
| 彼女                | 獅王「plain shampoo & rich rinse」廣告歌曲   |

### 參加作品
| 發行日期      | 作品名稱（日文原名）                            | 參加歌曲          | 備註                                         |
| ------------- | ----------------------------------------------- | ----------------- | -------------------------------------------- |
| 1988年6月21日 | 超獸戰隊生命人 名曲集（）                       | 「」              | 朝日電視台特攝影集《超獸戰隊生命人》插入歌曲 |
| 1989年7月1日  | Cuties in Summer ～60'S HIT PARADE～            | 「It's My Party」 |                                              |
| 1993年3月21日 | 喜歡喜歡喜歡（）                                | 「」              | 影山浩宣單曲「喜歡喜歡喜歡」收錄             |
| 1995年9月30日 | 鬼神童子ZENKI 角色歌曲精選輯2 ～憤怒的鬼神 （鬼神童子ZENKI キャラクター·ソングコレクション2 ～怒りの鬼神） | 「」              | 東京電視台電視動畫《鬼神童子ZENKI》相關歌曲  |
| 1996年7月20日 | 水色時代 角色歌曲精選集 Present （）            | 「Be Proud Of…」  | 東京電視台電視動畫《水色時代》相關歌曲       |

## 寫真集
| 名稱                  | 發行日期  | 出版商     | 攝影     | ISBN            |
| --------------------- | --------- | ---------- | -------- | --------------- |
| SILHOUETTE―森惠寫真集 | 1988年5月 | 近代電影社 | 鯨井康雄 | ISBN 4764815176 |

## 外部連結
- （日語）－森惠的官方個人部落格。
- 森惠 （页面存档备份，存于） （日語）－allcinema（日语：allcinema）
- 完美治療 光☆ART 沙龍工作室 Light Ark （页面存档备份，存于） （日語）